# Рябок, Владимир Самсонович
Владимир Самсонович Рябок (5 мая 1914 — 29 мая 1942) — Герой Советского Союза, секретарь Дятьковского районного комитета комсомола, политрук молодёжного партизанского отряда, один из руководителей и организаторов партизанского движения на Брянщине.

## Биография
Родился в семье рабочего 5 мая 1914 года.
Окончил среднюю школу № 27 в городе Брянске, а затем стекольно-керамический техникум в городе Дятьково. Работал на Чернятинском стекольном заводе (ныне завод «Старь стекло» в посёлке Старь) . Член ВКП(б) с 1940 года, секретарь Дятьковского райкома комсомола.
В августе 1941 года возглавляет молодёжный партизанский отряд Дятьковского района, впоследствии становится политруком и начальником разведки.
В первое время партизанские отряды испытывали трудности с оружием и боеприпасами. Обеспечения отряда оружием становится первоочередной задачей в деятельности В. С. Рябка.
7 октября 1941 года на последнем совещании актива комсомольской организации Рябок произносит слова: 

Мы создадим здесь такой фронт, чтобы враг без страха не мог сделать ни одного шага. Нет оружия — найди его, захвати у противника и громи его беспощадно.
Члены отряда производят сбор винтовок и патронов в местах прошедших боев между РККА и вермахтом, в Жуковском и других районах, а также сбор охотничьих ружей.
В октябре 1941 года город Дятьково был оккупирован немецкими войсками. Владимир Рябок во главе отряда совершает налет в оккупированный город, в ходе которого удается вывезти из него заранее спрятанное оружие (охотничьи ружья и гранаты).
7 ноября 1941 года члены молодёжного партизанского отряда приняли боевую присягу. 8 ноября была проведена первая боевая операция отряда, в ходе которой был уничтожен мост через реку Болву, использовавшийся немцами для прохода танков. В. С. Рябок принимал непосредственное участие в разработке плана операции по подрыву моста.
В декабре 1941 года молодёжный отряд устраивает засаду, в ходе которой уничтожает 2 машины с немецкими солдатами и офицерами.
28 декабря 1941 года в результате боя в районе шлагбаума Ивотской железной дороги отряд В. Рябка уничтожает вражескую колонну.
В феврале 1942 года отряд В. Рябка принимает участие в освобождении Дятьковского района от немецких захватчиков.
14 февраля 1942 года на территории города Дятьково и Дятьковского района, в тылу врага, была установлена Советская власть.
За короткий срок, при непосредственном участии В. Рябка, было восстановлено 17 комсомольских организаций, объединявших более 800 членов комсомола.
Владимир Самсонович Рябок погиб в бою 29 мая 1942 года близ деревни Верхи.
Указом Президиума Верховного Совета СССР «О присвоении звания Героя Советского Союза партизанам, особо отличившимся в партизанской борьбе в тылу против немецких захватчиков» от 1 сентября 1942 года за «отвагу и геройство, проявленные в партизанской борьбе в тылу против немецких захватчиков» удостоен посмертно звания Героя Советского Союза. 
Посмертно награждён медалью «Золотая Звезда» и орденом Ленина.

## Память
- Могила В. С. Рябка находилась в городе Дятьково, на территории сквера Дома культуры. В 2008 году поисковой группой отряда «Патриот» останки В. С. Рябка были эксгумированы и 17 сентября перезахоронены с воинскими почестями на Дятьковском городском мемориале воинам, партизанам и подпольщикам.
- На месте гибели В. С. Рябка в деревне Верхи Дятьковского района Брянской области установлен обелиск.
- Памятник Владимиру Самсоновичу Рябку установлен в городе Дятьково, перед Дятьковским индустриальным техникумом.
- Памятник Герою в составе скульптурной группы в Фокинском районе г. Брянска (1970).
- Именем Героя названа улица в городах  Клинцы, Фокино, Старь Брянской области.
- В повести Юрия Когинова «Берестяная грамота» действует как Василий Самсонович Ревок.